# Djavan Anderson
Djavan Anderson (Amsterdam, 21 april 1995) is een Nederlandse voetballer die bij voorkeur als verdediger speelt. 

## Clubcarrière

### Ajax
Anderson begon met voetballen bij AFC. Na een aantal jaar te hebben gevoetbald, ging hij een jaar aan atletiek doen. Daarna keerde hij terug naar AFC. Anderson werd in 2010 opgenomen in de jeugdopleiding van AFC Ajax. Hier tekende hij op 23 april 2012 zijn eerste profcontract, dat hem tot en met 30 juni 2015 aan de Amsterdamse club verbond.
Anderson speelde in het seizoen 2013/14 in de A1. Omdat er tijdens speelronde 7 een aantal spelers van Jong Ajax afwezig waren doordat zij waren opgeroepen voor verschillende nationale jeugdelftallen, mocht hij mee met de selectie naar een wedstrijd in de Eerste divisie, uit bij Achilles '29. Anderson maakte op 8 september 2013 zijn debuut in het betaald voetbal, toen hij met Jong Ajax deze wedstrijd speelde (2–1 verlies). Hij deed de hele wedstrijd mee. Vanaf januari 2014 behoorde Anderson tot de selectie van Jong Ajax.

### AZ
Anderson verruilde Ajax op 19 juni 2014 voor AZ. Hij gaf aan weinig perspectief te zien bij Ajax. Anderson debuteerde op 8 november 2014 in het eerste elftal van AZ, in een met 0–1 gewonnen wedstrijd uit bij NAC Breda. Hierin verving hij na 80 minuten Dabney dos Santos.

### SC Cambuur
Anderson tekende in augustus 2015 een contract tot medio 2017 bij SC Cambuur, de nummer twaalf van de Eredivisie in het voorgaande seizoen. In zijn verbintenis werd een optie voor nog een jaar opgenomen.

### Italië
Op 7 september 2017 ondertekende Anderson, na een proefperiode, een driejarig contract bij het Italiaanse FC Bari 1908 dat uitkomt in de Serie B. Nadat Bari vanwege financiële problemen geen licentie kreeg, werd Anderson tot medio 2023 vastgelegd door SS Lazio. Die club verhuurde hem in het seizoen 2018/19 aan US Salernitana 1919 waarmee hij wederom in de Serie B speelt.
Op 27 juni 2020 maakte hij zijn debuut voor Lazio in de met 2–1 gewonnen wedstrijd tegen Fiorentina. In het seizoen 2021/22 speelt hij op huurbasis voor Cosenza in de Serie B.

### Oxford United
Op 1 september 2022 ondertekende Anderson bij Oxford United een 1-jarig contract.

## Carrièrestatistieken
| Seizoen                    | Club            | Land            | Competitie      | Competitie | Competitie | Beker | Beker | Internationaal | Internationaal | Overig | Overig | Totaal | Totaal |
| Seizoen                    | Club            | Land            | Competitie      | Wed.       | Dlp.       | Wed.  | Dlp.  | Wed.           | Dlp.           | Wed.   | Dlp.   | Wed.   | Dlp.   |
| -------------------------- | --------------- | --------------- | --------------- | ---------- | ---------- | ----- | ----- | -------------- | -------------- | ------ | ------ | ------ | ------ |
| 2013/14                    | Jong Ajax       | Nederland       | Eerste divisie  | 8          | 0          | –     | –     | –              | –              | –      | –      | 8      | 0      |
| Club totaal                | Club totaal     | Club totaal     | Club totaal     | 8          | 0          | 0     | 0     | 0              | 0              | 0      | 0      | 8      | 0      |
| 2014/15                    | AZ              | Nederland       | Eredivisie      | 1          | 0          | 0     | 0     | –              | –              | –      | –      | 1      | 0      |
| Club totaal                | Club totaal     | Club totaal     | Club totaal     | 1          | 0          | 0     | 0     | 0              | 0              | 0      | 0      | 1      | 0      |
| 2015/16                    | SC Cambuur      | Nederland       | Eredivisie      | 9          | 0          | 0     | 0     | –              | –              | –      | –      | 9      | 0      |
| 2016/17                    | SC Cambuur      | Nederland       | Eerste divisie  | 17         | 1          | 2     | 0     | –              | –              | 0      | 0      | 19     | 1      |
| Club totaal                | Club totaal     | Club totaal     | Club totaal     | 26         | 1          | 2     | 0     | 0              | 0              | 0      | 0      | 28     | 1      |
| 2017/18                    | Bari            | Italië          | Serie B         | 19         | 2          | 0     | 0     | –              | –              | 0      | 0      | 19     | 2      |
| Club totaal                | Club totaal     | Club totaal     | Club totaal     | 19         | 2          | 0     | 0     | 0              | 0              | 0      | 0      | 19     | 2      |
| 2018/19                    | SS Lazio        | Italië          | Serie A         | 0          | 0          | 0     | 0     | 0              | 0              | 0      | 0      | 0      | 0      |
| 2019/20                    | SS Lazio        | Italië          | Serie A         | 6          | 0          | 1     | 0     | 0              | 0              | 0      | 0      | 7      | 0      |
| 2020/21                    | SS Lazio        | Italië          | Serie A         | 3          | 0          | 0     | 0     | –              | –              | 0      | 0      | 3      | 0      |
| 2021/22                    | SS Lazio        | Italië          | Serie A         | 0          | 0          | 0     | 0     | 0              | 0              | 0      | 0      | 0      | 0      |
| Club totaal                | Club totaal     | Club totaal     | Club totaal     | 9          | 0          | 1     | 0     | 0              | 0              | 0      | 0      | 10     | 0      |
| 2018/19                    | → Salernitana   | Italië          | Serie B         | 18         | 1          | –     | –     | –              | –              | 1      | 0      | 19     | 1      |
| Club totaal                | Club totaal     | Club totaal     | Club totaal     | 18         | 1          | 0     | 0     | 0              | 0              | 1      | 0      | 19     | 1      |
| 2021/22                    | → Cosenza       | Italië          | Serie B         | 8          | 0          | –     | –     | –              | –              | 0      | 0      | 8      | 0      |
| Club totaal                | Club totaal     | Club totaal     | Club totaal     | 8          | 0          | 0     | 0     | 0              | 0              | 0      | 0      | 8      | 0      |
| 2021/22                    | → PEC Zwolle    | Nederland       | Eredivisie      | 14         | 0          | –     | –     | –              | –              | 0      | 0      | 14     | 0      |
| Club totaal                | Club totaal     | Club totaal     | Club totaal     | 14         | 0          | 0     | 0     | 0              | 0              | 0      | 0      | 14     | 0      |
| Carrière totaal            | Carrière totaal | Carrière totaal | Carrière totaal | 103        | 4          | 3     | 0     | 0              | 0              | 1      | 0      | 107    | 4      |
| Bijgewerkt tot 21 mei 2022 |                 |                 |                 |            |            |       |       |                |                |        |        |        |        |

## Interlandcarrière
Nederland –17
Op 2 februari 2012 maakte Anderson zijn debuut voor het Nederlands elftal onder 17 in een wedstrijd op het XXXV Torneio Int. do Algarve '12 tegen Frankrijk O-17 (1–0 winst). Anderson maakte deel uit van de EK-selectie in Slovenië. Het Nederlands elftal onder 17 wist dit EK 2012 in Slovenië te winnen door in de finale Duitsland met strafschoppen te verslaan. Anderson speelde in alle wedstrijden mee.
| Interlands van Djavan Anderson voor Nederland –17 | Interlands van Djavan Anderson voor Nederland –17 | Interlands van Djavan Anderson voor Nederland –17 | Interlands van Djavan Anderson voor Nederland –17 | Interlands van Djavan Anderson voor Nederland –17 | Interlands van Djavan Anderson voor Nederland –17 |
| №                                                 | Datum                                             | Wedstrijd                                         | Uitslag                                           | Soort Wedstrijd                                   | Doelpunten                                        |
| Als speler bij AFC Ajax                           | Als speler bij AFC Ajax                           | Als speler bij AFC Ajax                           | Als speler bij AFC Ajax                           | Als speler bij AFC Ajax                           | Als speler bij AFC Ajax                           |
| ------------------------------------------------- | ------------------------------------------------- | ------------------------------------------------- | ------------------------------------------------- | ------------------------------------------------- | ------------------------------------------------- |
| 1.                                                | 02-02-2012                                        | Nederland - Frankrijk                             | 1-0                                               | XXXV Torneio Int. do Algarve '12                  | 0                                                 |
| 2.                                                | 04-02-2012                                        | Engeland - Nederland                              | 2-2                                               | XXXV Torneio Int. do Algarve '12                  | 0                                                 |
| 3.                                                | 29-02-2012                                        | België - Nederland                                | 1-2                                               | Vriendschappelijk                                 | 0                                                 |
| 4.                                                | 22-03-2012                                        | Nederland - Albanië                               | 4-0                                               | EK-kwalificatie Slovenië '12                      | 0                                                 |
| 5.                                                | 24-03-2012                                        | Ierland - Nederland                               | 1-2                                               | EK-kwalificatie Slovenië 2012                     | 0                                                 |
| 6.                                                | 27-03-2012                                        | Nederland - Servië                                | 1-1                                               | EK-kwalificatie Slovenië 2012                     | 0                                                 |
| 7.                                                | 04-05-2012                                        | Slovenië - Nederland                              | 1-3                                               | EK Slovenië 2012 groepsfase                       | 0                                                 |
| 8.                                                | 07-05-2012                                        | Nederland - België                                | 0-0                                               | EK Slovenië 2012 groepsfase                       | 0                                                 |
| 9.                                                | 10-05-2012                                        | Nederland - Polen                                 | 0-0                                               | EK Slovenië 2012 groepsfase                       | 0                                                 |
| 10.                                               | 13-05-2012                                        | Nederland - Georgië                               | 2-0                                               | EK Slovenië 2012 halve finale                     | 0                                                 |
| 11.                                               | 16-05-2012                                        | Duitsland - Nederland                             | 1-1 4-5 wns                                       | EK Slovenië 2012 finale                           | 0                                                 |

Nederland –18
Op 11 september 2012 maakte Anderson zijn debuut voor Nederland –18 in de vriendschappelijke wedstrijd tegen Verenigde Staten –18 die met 4–2 verloren ging.
| Interlands van Djavan Anderson voor Nederland –18 | Interlands van Djavan Anderson voor Nederland –18 | Interlands van Djavan Anderson voor Nederland –18 | Interlands van Djavan Anderson voor Nederland –18 | Interlands van Djavan Anderson voor Nederland –18 | Interlands van Djavan Anderson voor Nederland –18 |
| №                                                 | Datum                                             | Wedstrijd                                         | Uitslag                                           | Soort Wedstrijd                                   | Doelpunten                                        |
| Als speler bij AFC Ajax                           | Als speler bij AFC Ajax                           | Als speler bij AFC Ajax                           | Als speler bij AFC Ajax                           | Als speler bij AFC Ajax                           | Als speler bij AFC Ajax                           |
| ------------------------------------------------- | ------------------------------------------------- | ------------------------------------------------- | ------------------------------------------------- | ------------------------------------------------- | ------------------------------------------------- |
| 1.                                                | 11 september 2012                                 | Nederland – Verenigde Staten                      | 2 – 4                                             | Vriendschappelijk                                 | 0                                                 |
| 2.                                                | 15 oktober 2012                                   | Nederland – Oostenrijk                            | 0 – 2                                             | Vriendschappelijk                                 | 0                                                 |

## Erelijst
Met  Nederland –17
| Europa                     |    |      |
| Europees kampioenschap –17 | 1x | 2012 |